# ورزشگاه هنگ کنگ
ورزشگاه هنگ کنگ یک ورزشگاه فوتبال در کشور هنگ کنگ است. این ورزشگاه، با ۴۰٫۰۰۰ نفر گنجایش، در ۱۹۵۳ ساخته و در ۱۹۹۴ نوسازی شده‌است. این ورزشگاه، محل بازی‌های خانگی تیم ملی فوتبال هنگ کنگ و نیز بازی‌های بین‌المللی باشگاه ورزشی کیتچی است.